# Марселин (Пенсилванија)
Марселин (енгл. Mars) град је у америчкој савезној држави Пенсилванија.

## Демографија
По попису из 2010. године број становника је 1.699, што је 47 (-2,7%) становника мање него 2000. године.
| Група             | 2000.         | 2010.         |
| Белци             | 1.721 (98,6%) | 1.637 (96,4%) |
| Афроамериканци    | 8 (0,5%)      | 12 (0,7%)     |
| Азијати           | 7 (0,4%)      | 14 (0,8%)     |
| Хиспаноамериканци | 7 (0,4%)      | 24 (1,4%)     |
| Укупно            | 1.746         | 1.699         |